# David Atlas

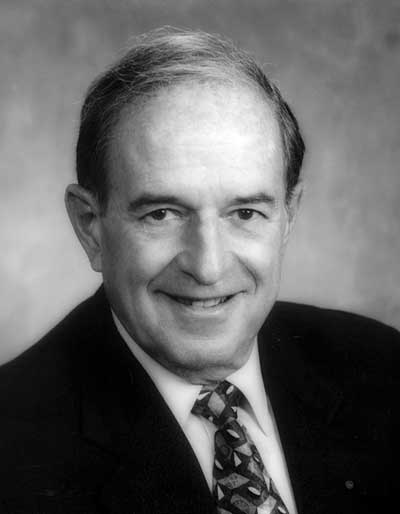
David Atlas.

David Atlas, född 25 maj 1924 i Brooklyn i New York, död 10 november 2015 i Newark i New Jersey, var en amerikansk meteorolog. 
Hans meteorologiska bana började under andra världskriget då han tjänstgjorde som radarmeteorolog. Han tjänstgjorde under totalt 18 år i det amerikanska flygvapnet där han utvecklade metoder för att mäta vindar med dopplerradar. Efter försvarstiden var han professor på Chicagos universitet mellan 1966 och 1972 och han var chef för The Atmospheric Technology Division på National Center for Atmospheric Research i Boulder mellan 1972 och 1976. Från 1977 till sin pension 1994 arbetade han på NASA där han utvecklade satellitinstrument för att mäta fenomen i atmosfär och hav. 
Atlas var en forskare som innehade 22 patent och som publicerade mer än 260 artiklar. Han tilldelades Symons Gold Medal 1988 och amerikanska meteorologisamfundets finaste utmärkelse Carl-Gustaf Rossby-medaljen 1996 för sina bidrag till meteorologin.